# NGC 6103
NGC 6103 ist eine 13,7 mag helle spiralförmige Radiogalaxie vom Hubble-Typ Sbc im Sternbild Corona Borealis am Nordsternhimmel. Sie ist schätzungsweise 427 Millionen Lichtjahre von der Milchstraße entfernt und hat einen Durchmesser von etwa 85.000 Lj.
Die Typ-IIP-Supernova SN 2012fj wurde hier beobachtet.
Das Objekt wurde am 27. Mai 1791 von Wilhelm Herschel mit einem 18,7-Zoll-Spiegelteleskop entdeckt, der sie dabei mit „eF, vS, R, with 300 power pL“ beschrieb.